# Nephoneura collusor
Nephoneura collusor är en insektsart som beskrevs av Robert McLachlan 1871.
Nephoneura collusor ingår i släktet Nephoneura och familjen fjärilsländor. Inga underarter finns listade i Catalogue of Life.